# Afrocanthium parasiebenlistii
Afrocanthium parasiebenlistii är en måreväxtart som först beskrevs av Diane Mary Bridson, och fick sitt nu gällande namn av Henrik Lantz. Afrocanthium parasiebenlistii ingår i släktet Afrocanthium och familjen måreväxter. Inga underarter finns listade i Catalogue of Life.